# Barbara Dex-díj

A Barbara Dex-díj győzteseit ábrázoló térkép. A színek a győzelmek számát jelölik.

A Barbara Dex-dij egyéves rajongói díj volt az Eurovíziós Dalfesztiválon részt vevő legcsúnyább ruházatú énekesnek 1997-től 2021-ig. A díjat Barbara Dex belga énekesnőről nevezték el, aki 1993-ban képviselte hazáját a dalfesztiválon. A múzsa egy saját készítésű lepedőkölteményben adta elő Iemand als jij című versenydalát, amely végül az utolsó helyen végzett 3 ponttal. A díjat 1997 és 2016 között a House of Eurovision internetes oldal ítélte oda, majd 2017-től kezdve a Songfestival.be vette át a díjjal kapcsolatos feladatokat.
Az évek során ebben az “elismerésben” részesült többek között Verka Sergyucska (Ukrajna, 2007), aki egy hatalmas 69-es számmal a hátán próbálta megmozgatni a nézők fantáziáját, de úgy tűnik, az ezüstcsillagtól sokaknak még ezáltal sem sikerült elvonatkoztatni. Két év múlva, 2009-ben a magyar Ádok Zolira érkezett a legtöbb szavazat – ezzel a Náray-féle bakancsos-neonrojtos dizájn és a zöld nadrág is megbukott. 2011-ben a grúz Eldrine együttest választották meg, habár Wolf Kati kilós gyűrűje és a LED-es fejfedők is sokakat megbotránkoztattak.
A cím utolsó birtokosa a norvég TIX fellépőruhája.
Három olyan ország van, amelynek két versenyzője is elnyerte a díjat: Észak-Macedónia, Portugália és Szerbia.
2022-ben bejelentették, hogy a Barbara Dex-díj átadását megszüntették.

## Győztesek
| Év   | Ország          | Előadó              | Dal                     | Eurovíziós eredmény | Eurovíziós eredmény |
| Év   | Ország          | Előadó              | Dal                     | Helyezés            | Pontszám            |
| ---- | --------------- | ------------------- | ----------------------- | ------------------- | ------------------- |
| 1997 | Málta           | Debbie Scerri       | „Let Me Fly”            | 9.                  | 66                  |
| 1998 | Németország     | Guildo Horn         | „Guildo hat euch lieb!” | 9.                  | 86                  |
| 1999 | Spanyolország   | Lydia               | „No quiero escuchar”    | 23.                 | 1                   |
| 2000 | Belgium         | Nathalie Sorce      | „Envie de vivre”        | 24.                 | 2                   |
| 2001 | Lengyelország   | PIASEK              | „2 Long”                | 20.                 | 11                  |
| 2002 | Görögország     | Michalis Rakintzis  | „S.A.G.A.P.O.”          | 17.                 | 27                  |
| 2003 | Oroszország     | t.A.T.u.            | „Nye ver, nye bojszja”  | 3.                  | 164                 |
| 2004 | Románia         | Sanda               | „I Admit”               | 18.                 | 18                  |
| 2005 | Észak-Macedónia | Martin Vučić        | „Make My Day”           | 17.                 | 52                  |
| 2006 | Portugália      | Nonstop             | „Coisas de nada”        | 19. (elődöntő)      | 26                  |
| 2007 | Ukrajna         | Verka Serduchka     | „Dancing Lasha Tumbai”  | 2.                  | 235                 |
| 2008 | Andorra         | Gisela              | „Casanova”              | 16. (elődöntő)      | 22                  |
| 2009 | Magyarország    | Ádok Zoli           | „Dance with Me”         | 15. (elődöntő)      | 16                  |
| 2010 | Szerbia         | Milan Stanković     | „Ovo je Balkan”         | 13.                 | 72                  |
| 2011 | Grúzia          | Eldrine             | „One More Day”          | 9.                  | 110                 |
| 2012 | Albánia         | Rona Nishliu        | „Suus”                  | 5.                  | 146                 |
| 2013 | Szerbia         | Moje 3              | „Ljubav je svuda”       | 11. (elődöntő)      | 46                  |
| 2014 | Litvánia        | Vilija              | „Attention”             | 11. (elődöntő)      | 36                  |
| 2015 | Hollandia       | Trijntje Oosterhuis | „Walk Along”            | 14. (elődöntő)      | 33                  |
| 2016 | Horvátország    | Nina Kraljić        | „Lighthouse”            | 23.                 | 73                  |
| 2017 | Montenegró      | Slavko Kalezić      | „Space”                 | 16. (elődöntő)      | 56                  |
| 2018 | Észak-Macedónia | Eye Cue             | „Lost and Found”        | 18. (elődöntő)      | 24                  |
| 2019 | Portugália      | Conan Osíris        | „Telemóveis”            | 15. (elődöntő)      | 51                  |
| 2021 | Norvégia        | TIX                 | „Fallen Angel”          | 18.                 | 75                  |

## Galéria

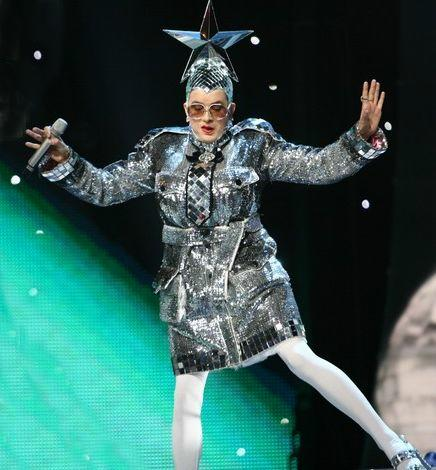
Verka Serduchka (2007)
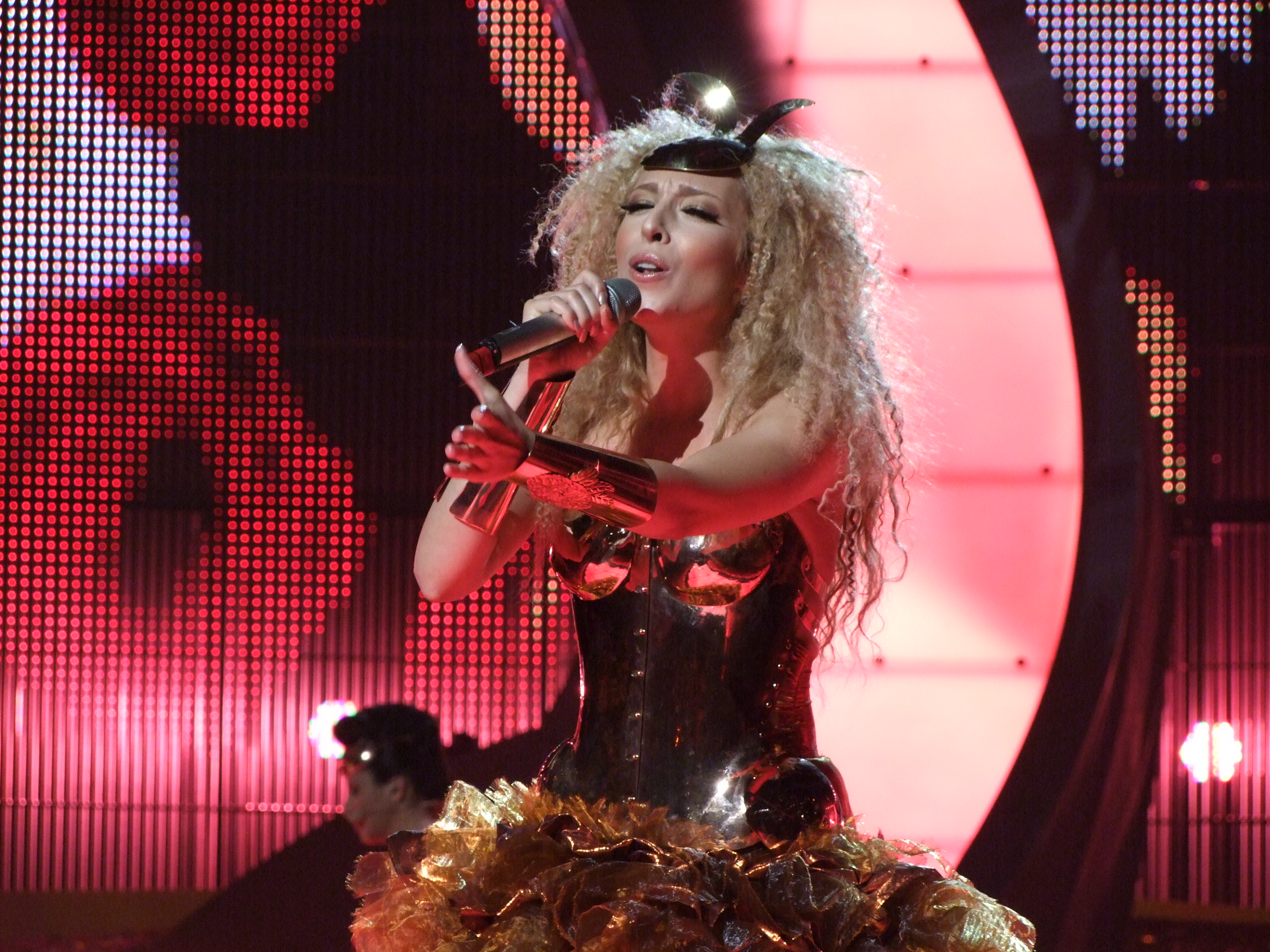
Gisela (2008)
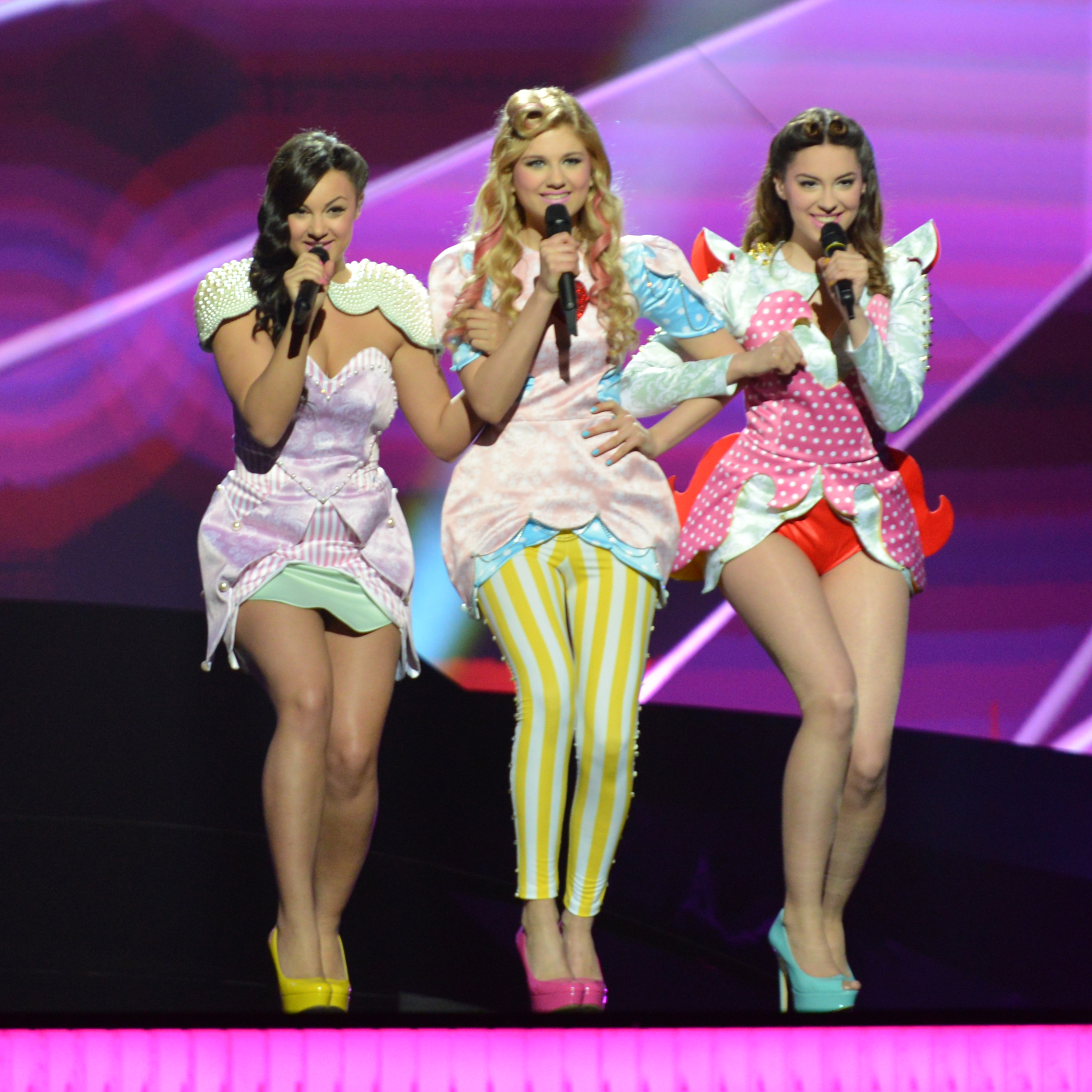
Moje 3 (2013)
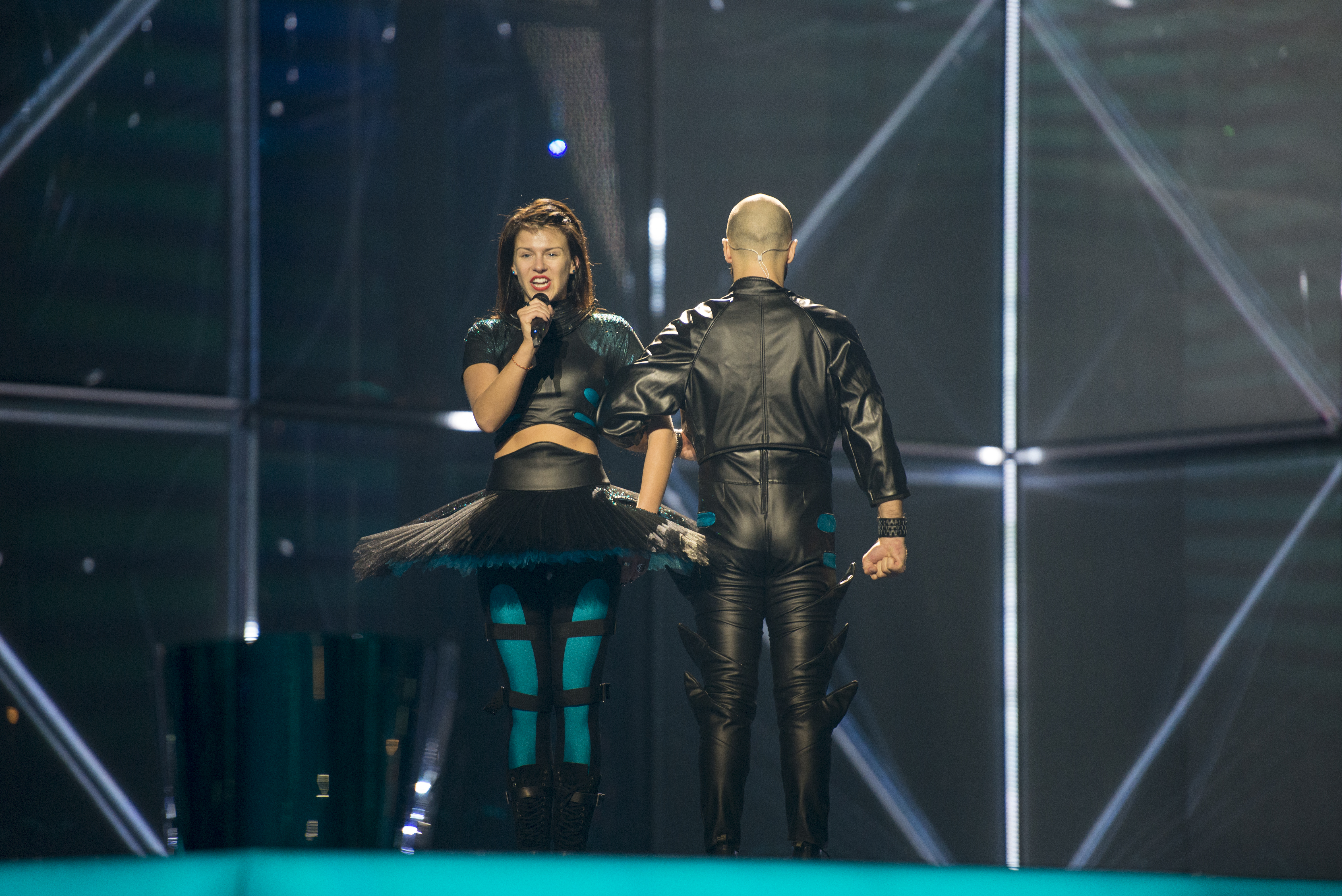
Vilija (2014)
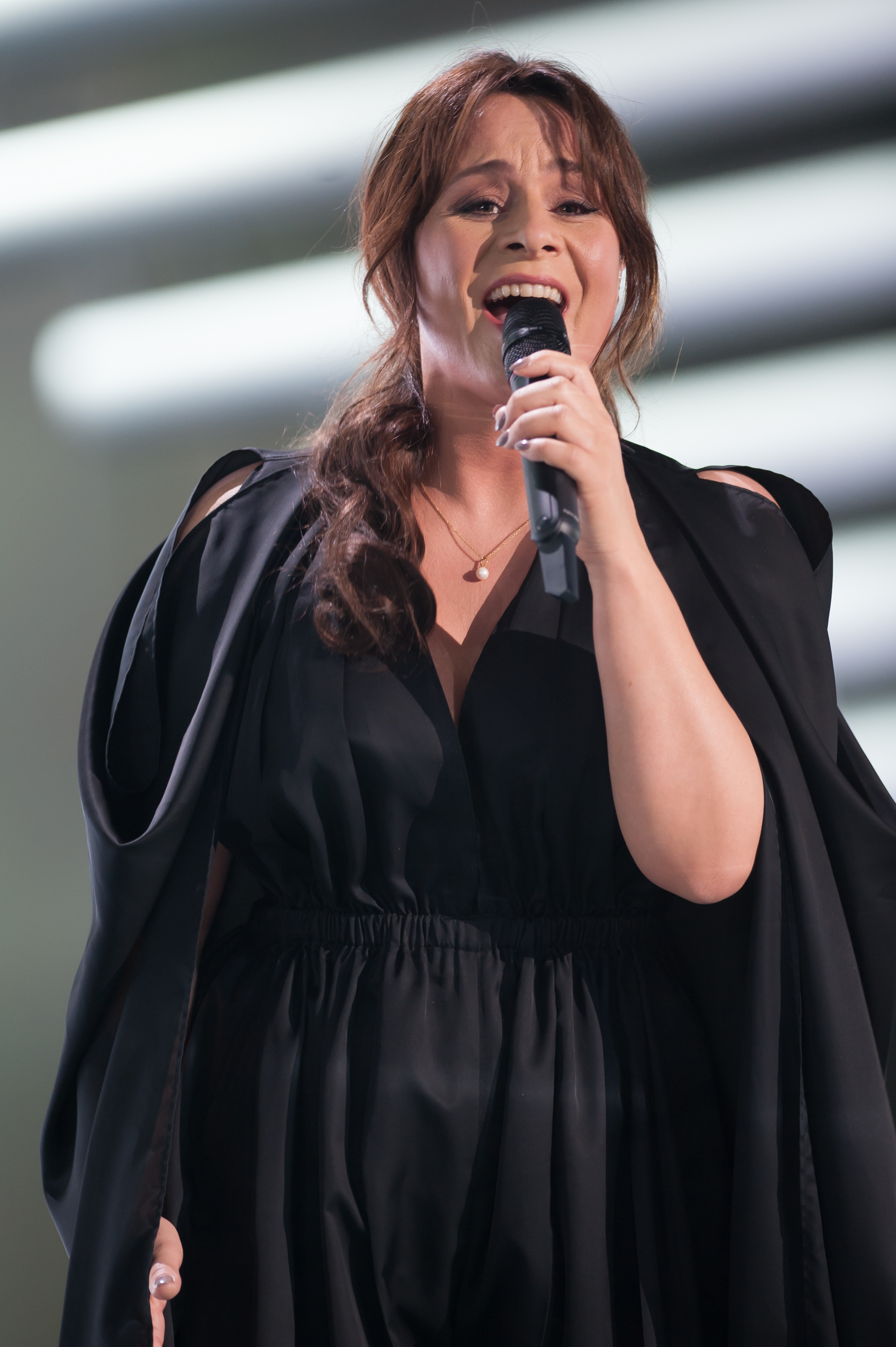
Trijntje Oosterhuis (2015)
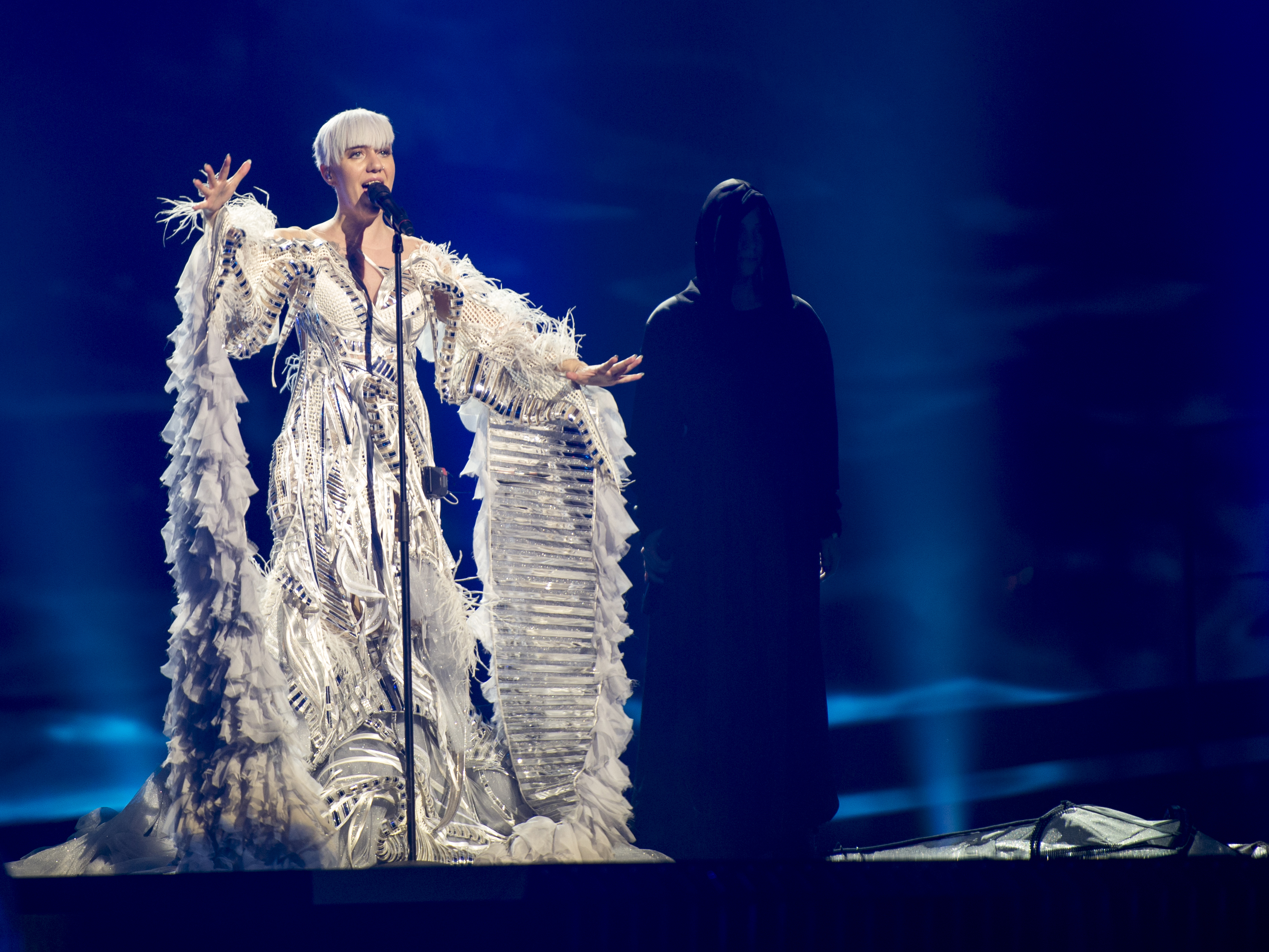
Nina Kraljić (2016)
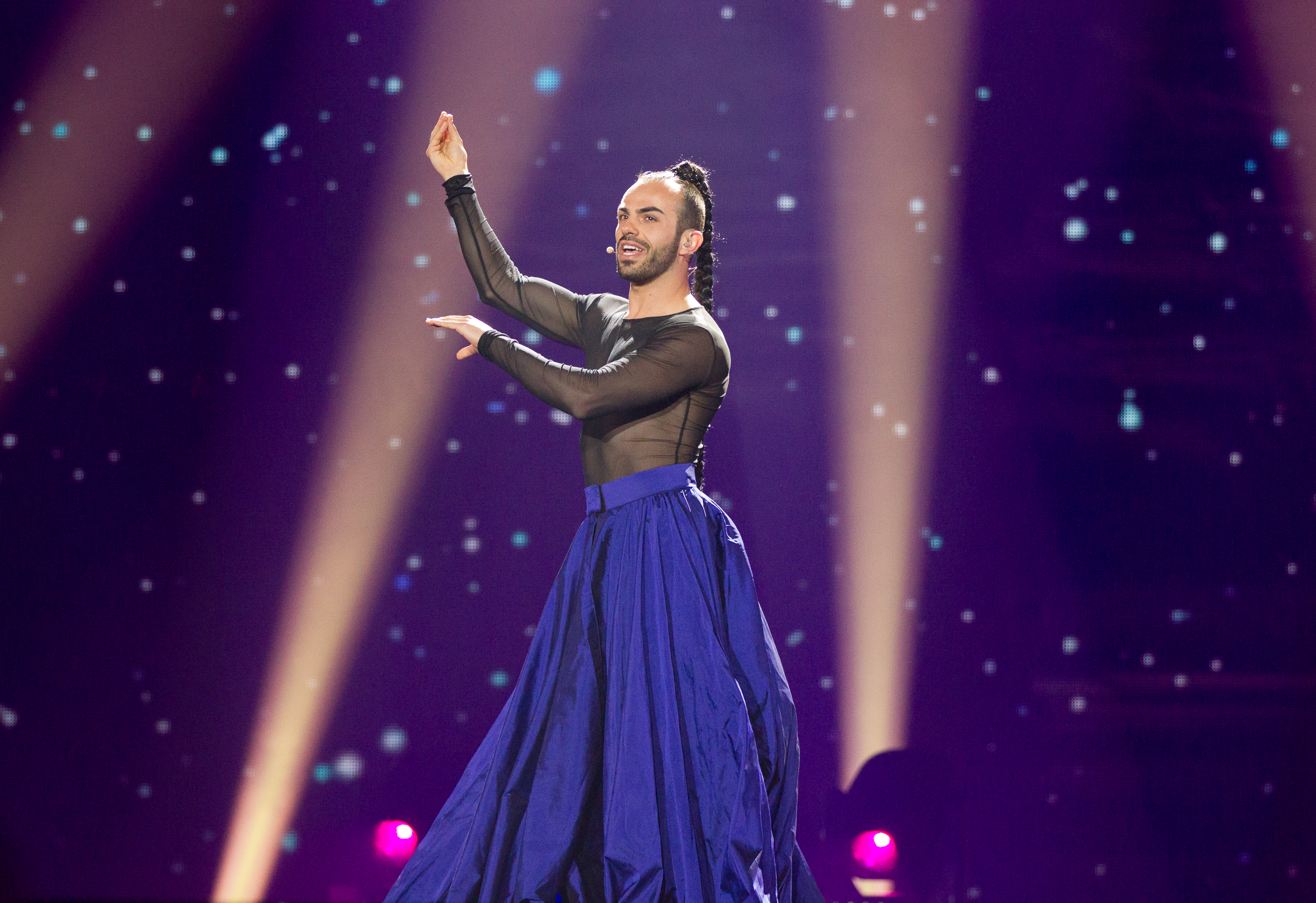
Slavko Kalezić (2017)
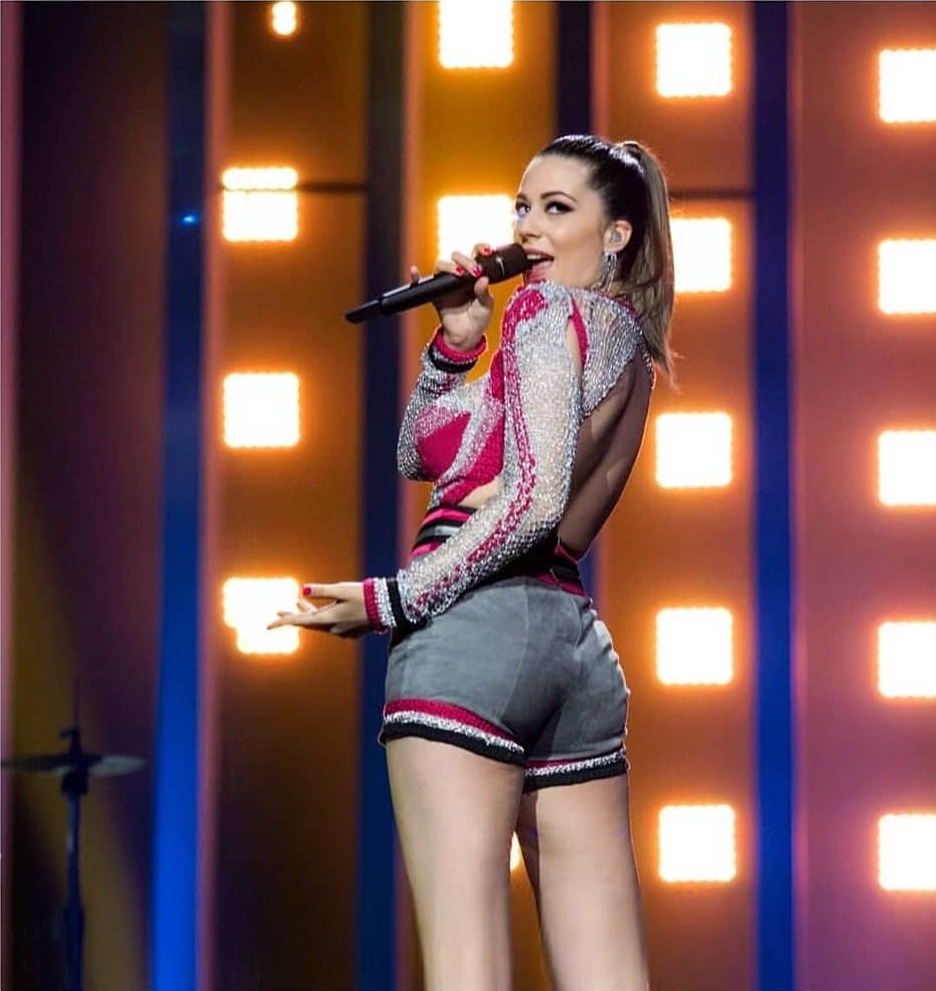
Eye Cue (2018)
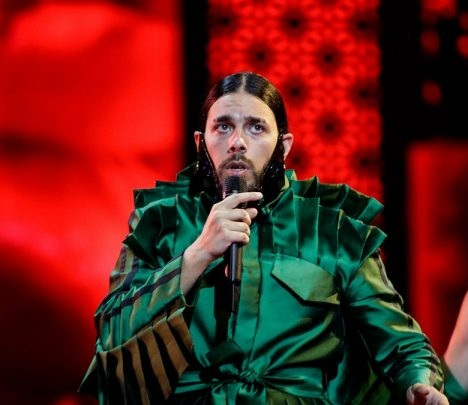
Conan Osíris (2019)

## Külső hivatkozások
- A Barbara Dex-díj győztesei